# Hitzewelle in Europa 2003
Die Hitzewelle in Europa 2003 fand ihren Höhepunkt während der ersten Augusthälfte des Jahres 2003.
Aufgrund seiner Dauer und Intensität mit neuen Temperaturrekorden in zahlreichen Städten zählt der Jahrhundertsommer durch Hoch Michaela zu den wichtigsten jüngeren meteorologischen Phänomenen Europas.
Mit geschätzten 45.000 bis 70.000 Todesopfern und einem volkswirtschaftlichen Schaden in Höhe von geschätzten 13 Milliarden US-Dollar gehört sie zu den opferreichsten Naturkatastrophen der vorhergegangenen 40 Jahre weltweit, war eine der schwersten Naturkatastrophen Europas der 100 Jahre davor und wohl das schlimmste Unwetterereignis des Kontinents seit Beginn der modernen Geschichtsschreibung; am stärksten betroffen war Frankreich.

## Meteorologische Situation
Verursacht wurde die Hitzewelle durch eine ausgeprägte Omegalage. Besonders betroffen von der Hitzewelle waren die südlicheren Länder Europas; vor allem Norditalien, Spanien und Portugal litten darunter, außerdem die maghrebinische Mittelmeerküste. In Amareleja im Alentejo im Süden Portugals erreichte die Temperatur am 1. August einen historischen Höchststand von 47,4 °C.
In Frankreich verzeichnete man die höchsten Temperaturen und die längste Dauer einer Hitzewelle seit mindestens 1950. Nach Angaben von Météo-France maßen zwei Drittel der französischen Wetterstationen Temperaturen über 35 °C. In 15 % der Städte wurden Temperaturen von über 40 °C verzeichnet. Die Bretagne erlebte mit über 40 °C ihren Hitzerekord. In Paris wurden 39 °C überschritten. Dort wurden die sommerlichen mittleren Temperaturhöchstwerte der Jahre 1922 und 1976 überboten. Der nächtliche Hitzerekord seit den ersten Aufzeichnungen, die im Jahr 1873 beginnen, wurde mit 25,5 °C in Paris in der Nacht vom 10. auf den 11. August verzeichnet.
Von den nördlicheren Ländern waren die Schweiz, der Westen und Süden Deutschlands und in Großbritannien der Süden betroffen. Man verzeichnete hier Temperaturrekorde von 37,9 °C am Flughafen Heathrow in England und 32 °C in Dänemark. In der Schweiz wurde bereits am 5. Mai in Bad Ragaz der früheste Hitzetag (≥ 30 °C) unter den Föhntälern verzeichnet. Am 12. Juni wurde in St. Gallen der früheste Hitzetag der Ostschweiz verzeichnet. Am 11. August wurde mit 41,5 °C in Grono im Misox (Kanton Graubünden) zum ersten Mal in der Schweiz ein Temperaturextrema von über 40 °C gemessen, womit der bisherige Rekord von 39 °C vom 2. Juli 1952 in Basel gleich um 2,5 °C übertroffen wurde. Am selben Tag erreichte die Tagesmitteltemperatur in Locarno 30,4 °C und in Grono (beinahe unglaubliche) 32,7 °C. In Locarno wurden 14 Hitzetage in Folge verzeichnet. Juni und August 2003 waren in der Schweiz die heißesten jeweiligen Monate seit Messbeginn 1864. Für Deutschland stellte der August 2003 den Rekord des Jahres 1807 ein, mit 4,2 °C über dem Mittel.
Hingegen war beispielsweise in Belgien bis auf den Süden die Intensität dieses Phänomens weniger stark. Auch in Luxemburg konnte die staatliche Ackerbauverwaltung mit ihrem Messnetz von Wetterstationen Temperaturen über 40 °C messen. In Oberkorn an der luxemburgisch-französischen Grenze wurde der bisherige Temperaturrekord für Luxemburg mit 40,3 °C am 8. August 2003 erreicht. Im Norden des Großherzogtums stiegen die Temperaturen allerdings kaum über 37 °C. Die Gebiete östlich der Alpen waren von der Hitze ebenfalls weniger schwer betroffen (wohl aber von der Trockenheit), in der Südsteiermark wurden aber auch immerhin 38,5 °C Mitte August in Leibnitz gemessen. Auch war der Monat August dort mit einer Durchschnittstemperatur von 23,6 °C rekordverdächtig, mit über 300 Sonnenstunden im August, das sind um fast 80 mehr als im Monatsmittel, und mehr als 45,23 Tropentagen im Laufe des Sommers.
Die Hitzewelle wurde von weniger ungewöhnlichen meteorologischen Ereignissen begleitet, die aber die Folgen intensivierten.
- Der Hitzewelle gingen ein Frühling und Sommeranfang mit spürbarer Trockenheit voraus. Speziell in Frankreich litten die meisten Départements an gravierendem Wassermangel. So lagen die gemessenen Niederschläge von Februar bis August überall unter dem Normalniveau. Vor allem im Osten und auf Korsika überschritt das Niederschlagsdefizit die 50-%-Marke. Auch in Ostösterreich, der Slowakei, Slowenien und Westungarn kam es durch die Dürre zu schweren Ernteverlusten – für 2003 ist etwa in Ostösterreich „ein eklatantes Niederschlagsdefizit“ mit Jahressummen um 350 mm Niederschlag zu verzeichnen.[12]
- Zudem zeichnete sich die erste Augusthälfte, speziell der 11. und 12. August, durch sehr schwache Luftbewegungen aus. Das verhinderte die Durchmischung der Luft, so dass die Spitzen der zu dieser Jahreszeit ohnehin hohen Ozonwerte hochgetrieben wurden.[13] Dazu kam ein starker Anstieg der Stickoxide.

Insgesamt war der ganze Sommer 2003 (Juni, Juli, August) ein Rekordsommer mit Mitteltemperaturen von über 4 °C über dem Mittel von 1961 bis 1990 für das Dreiländereck Ostfrankreich–Schweiz–Süddeutschland, 3 °C von Katalonien bis Serbien und Mitteldeutschland bis Sardinien und über 2 °C für ganz Europa einschließlich Island sowie Nordalgerien, mit Ausnahme Russlands, Finnlands, Portugals und Mittelschwedens. Der Juni 2003 wurde in der Schweiz zum Monat mit der bisher größten positiven Normabweichung (4,7 °C über der Normalperiode 1991–2020) seit Messbeginn 1864 und ist mit Stand vom Februar 2024, welcher mit einer Abweichung von 4,6 °C auf dem zweiten Platz landete, ungeschlagen.

### Zur Jährlichkeit des Ereignisses
Wie jede Hitzewelle der jüngeren Jahre wird auch diese in Zusammenhang mit der offenkundigen globalen Erwärmung gesehen, eine für Einzelereignisse nicht direkt nachweisbare Annahme, sondern eine Folgerung der statistischen Eintreffwahrscheinlichkeiten. 2003 gilt dabei für die Untersuchung von Hitzewellen als mögliche Folge der globalen Erwärmung als Markstein, so spricht der Schweizer Wetterdienst MeteoSchweiz davon, dass „der Sommer 2003 den Begriff „Hitzesommer“ neu definierte.“
Laut Météo-France übertrafen „diese Hundstage bei weitem alles, was seit 1873 bekannt war, und zwar in Bezug auf Intensität und Länge wie auch auf das hohe Niveau der Temperaturen, was den kleinsten, mittleren und höchsten Wert anbelangt“. Selbst unter den Bedingungen einer sich seit Mitte des 19. Jahrhunderts erwärmenden Erde wurde die Hitzewelle als statistisch gesehen extrem unwahrscheinliches Ereignis eingeschätzt. Eine Studie der Universität Frankfurt spricht – für Deutschland – von einer Jährlichkeit von 450, eine weitere von „mindestens 500 Jahren“ – über den August des bis Weihnachten abnorm heißen Jahres 1540 im Speziellen ist wenig bekannt. Eine andere Studie ermittelte ein Auftreten ein Mal in 46.450 Jahren (obwohl die Unsicherheit dieser Abschätzung sehr groß ist und die untere Schwelle des statistischen 90-%-Intervalls mit „nur“ 9000 Jahren angegeben wird).
Seit 2015 haben sich solche Angaben relativiert: Der Hitzesommer 2015 war ähnlich intensiv, aber weitaus länger andauernd und ausgedehnter; ebenso der Sommer 2018. Bezogen auf das aktuelle, in Europa um schon 1° zur vorindustriellen Epoche erwärmte Klima dürfte die Jährlichkeit also vielleicht sogar eher im Bereich von nur einem Jahrzehnt anzunehmen sein. Die ZAMG konnte anhand der 250-jährigen HISTALP-Reihe auch nachweisen, dass die Hitzewelle 2003 – bezogen nicht auf die absolute Temperatur, sondern die Durchschnittstemperatur ihrer mittelfristigen Epoche – weniger abnormal war als einige Hitzewellen des 18., 19. oder 20. Jahrhunderts.

## Folgen der Hitzewelle

### Bevölkerung

#### Europa gesamt
Die Abschätzung der hitzebedingten Übersterblichkeit, also der Zahl von Hitzetoten – nicht der von Opfern einer Dürrekatastrophe oder von Brandfolgen einer Dürre – ist ein in der Untersuchung von Elementarereignissen relativ neuer Aspekt. Allgemein geht man davon aus, dass – zumindest in den mittleren Breiten des globalen Nordens – die Mortalität bei Tageshöchsttemperaturen von über 35 Grad Celsius signifikant zunimmt. Die Schätzungen der Gesamtopferzahl wurden im Laufe der an die Ausnahmeerscheinung anschließenden Forschung deutlich erhöht; eine Studie gab mit 70.000 eine deutlich höhere Schätzung als andere.
Eine von Jean-Marie Robine, dem Direktor des französischen Forschungsinstituts Inserm, koordinierte Studie wurde im Frühjahr 2007 mit der Kernaussage abgeschlossen, dass die Hitzewelle 2003 in Europa insgesamt 45.000 Menschen das Leben gekostet hat. Die Münchener Rückversicherungs-Gesellschaft sprach 2003 von 23.000 direkten Opfern, namentlich in Frankreich 14.800, Italien 4.000, Deutschland 3.500, Spanien 2.000, Portugal 1.300, Großbritannien 900, Niederlande 500. Die Verhältnisse dürften für die neuere Studie analog gelten. Das Rote Kreuz gab 2004 noch bis zu 35.000 Todesopfer an.
Mit diesen neueren Zahlen wird die Hitzewelle des Hochs Michaela weltweit seit 1970 u. a. von dem Tsunami 2004, den Sturm- und Flutkatastrophen 1970 und 1991 in Bangladesch und 2008 in Myanmar sowie den Erdbeben 1976 und 2008 in China und dem Erdbeben in Haiti 2010 übertroffen. In Europa ist sie mit dem Messina-Erdbeben 1908 (mit etwa 83.000 Toten) eine der schweren Naturkatastrophen der letzten 100 Jahre und bei weitem das bisher schlimmste bekannte Wetterereignis – als Einzelereignis, abgesehen von durch Jahresverhältnisse ausgelösten Hungersnöten oder Ereignissen, in denen das Wetter nur Kofaktor war.
Die Methodik der französischen Studie wurde aber für andere Temperaturanomalie-Ereignisse später oder davor, oder auch andere Weltgegenden, nicht wiederholt, sodass die Zahlenangabe der einigen 10.000 Opfer vorerst singulär für Hitzewellen in der Fachliteratur dasteht.

#### Deutschland

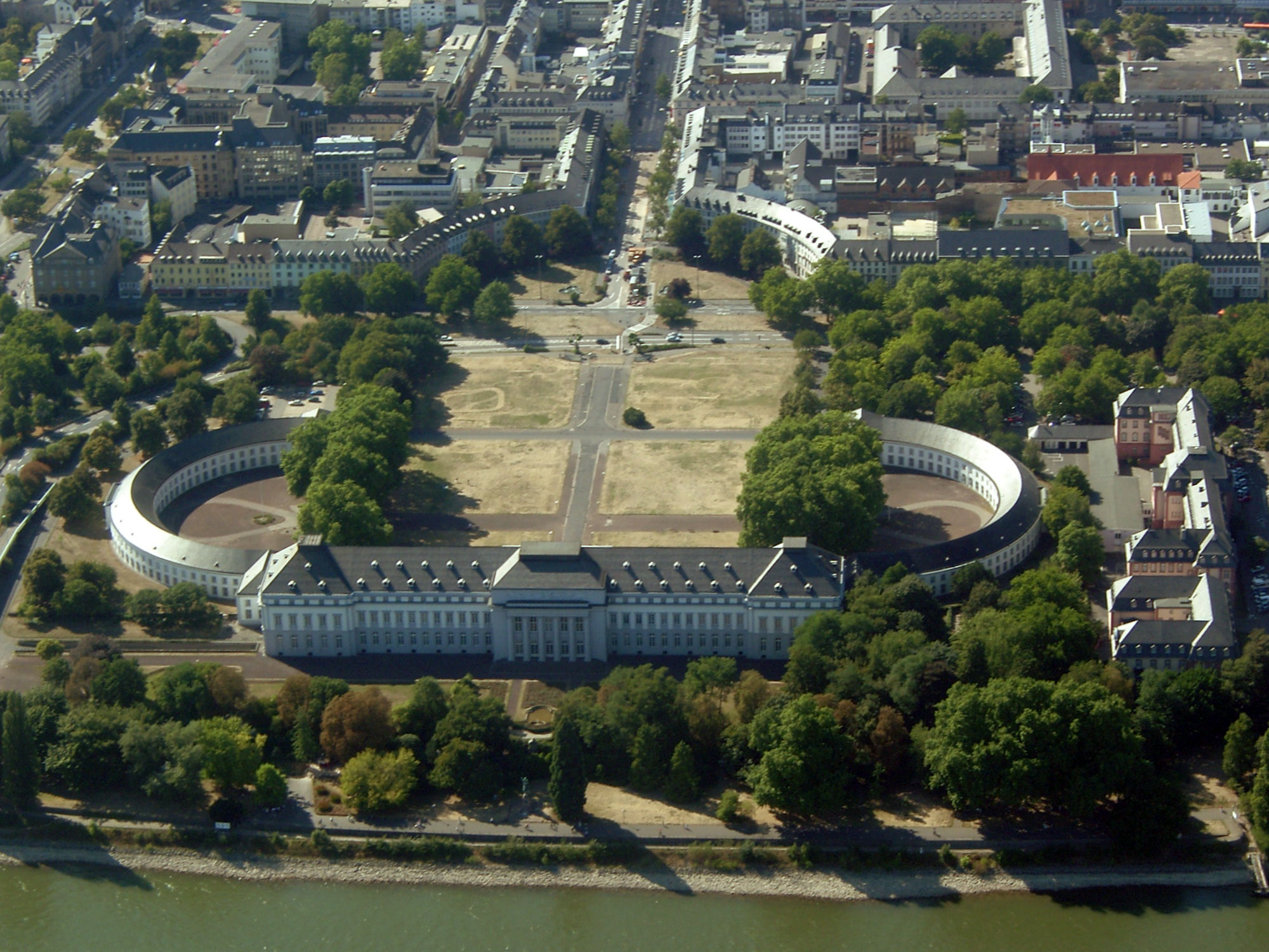
Vertrocknete Vegetation um das Kurfürstliche Schloss in Koblenz

Auch in Deutschland war die Situation gefährlich. Waldbrände brachen aus und die Temperaturen stiegen erstmals seit 1983 wieder auf über 40 Grad Celsius. Der bis dahin existierende deutsche Hitzerekord wurde am 8. August 2003 in Perl-Nennig mit 40,3 °C gebrochen, allerdings wurde diese Messung nicht vom deutschen Wetterdienst offiziell bestätigt.
Am 13. August wurden in Freiburg im Breisgau, Mannheim, Karlsruhe sowie in March 40,2 °C gemessen.
In Deutschland starben an den Folgen der Hitzewelle etwa 7.000 Menschen, insbesondere geschwächte Personen wie Kranke und Senioren. Die unmittelbaren Todesursachen waren Herz-Kreislauferkrankungen, Nierenversagen, Atemwegserkrankungen und Stoffwechselstörungen.

#### Frankreich

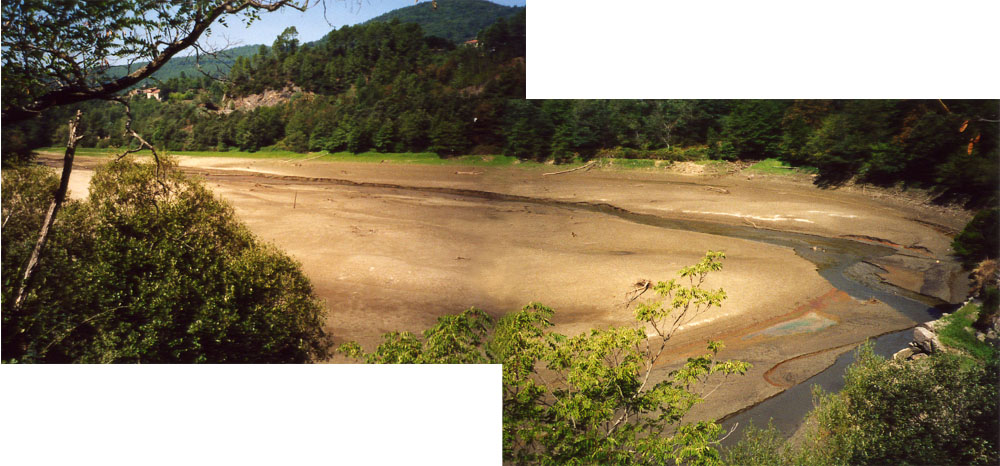
Trockengefallener Stausee des Gardon in der Nähe von Alès; Mitte August 2003

Die Hitzewelle (Canicule) hat in Frankreich tausenden Menschen das Leben gekostet, die meisten davon geschwächte Personen, also Ältere und Kranke. Am meisten betroffen waren Menschen über 75 Jahre.
Der 11. und der 12. August waren aufgrund der Windstille besonders belastend. Die Wirkung der Hitzewelle wurde durch die erhöhten Nachttemperaturen verstärkt. Die fehlende Luftbewegung verursachte einen steilen Anstieg der Stickoxidkonzentration in der Atemluft, die sich bei der Entstehung des Ozons ansammelten. Die Leichenhallen waren schnell voll belegt, da man die Leichen wegen der beträchtlichen Hitze nicht in ungekühlten Räumen lagern konnte. Ein gekühlter Hangar der Halle des Pariser Vororts Rungis, das Logistikzentrum der Transporte für den Handel mit Lebensmitteln, wurde zur Verfügung gestellt und zur größten Leichenhalle Frankreichs umfunktioniert – Raum für weitere 700 Tote.
Am 24. August gab es immer noch 300 Leichen in Paris, für die sich keine Angehörigen gemeldet hatten und die in Rungis und in Kühllastern in Ivry-sur-Seine ihrer Beisetzung harrten.
Hatten die Behörden im Juli wegen der drohenden Waldbrände mobil gemacht, nahmen sie menschliche Tragödien, die sich im Zuge der Hitzewelle abspielten, nicht oder zu spät zur Kenntnis. Von den überfüllten Notaufnahmen in den Krankenhäusern kamen die ersten Hilferufe. Als die Hitze nach dem 15. August nachließ, machte man der französischen Führung Vorwürfe, dass der Katastrophenplan so langsam auf den Weg gebracht worden war. Der Leiter des Gesundheitsministeriums Lucien Abenhaïm trat zurück. Staatspräsident Jacques Chirac, dem sein Schweigen von der Opposition der Linken und extremen Rechten übelgenommen wurde, gab zwei Wochen nach Ende der Krise, als er aus dem Urlaub zurückgekommen war, eine Erklärung ab. Er wies die Verantwortung der Exekutive für diese Tragödie zurück und betonte stattdessen, es habe an Solidarität der Bürger untereinander gefehlt. Vor allem beklagte er die schwächer werdende soziale Bindung, besonders gegenüber älteren Menschen. Dann kündigte er speziell die Überprüfung der Frühwarnsysteme wie auch der Hilfs- und Notfalldienste an. Medizin und Pflege wiesen die Vereinfachungen und auch das Zuschieben der Verantwortung zurück.
Am 3. September 2003 nahmen Chirac und der Pariser Bürgermeister Bertrand Delanoë an der Beisetzung der 57 Pariser Bürger auf dem Friedhof von Thiais (Département Val-de-Marne) teil, die Anfang August Opfer der extremen Hitze geworden waren und für die sich keine Angehörigen gemeldet hatten.
Über die genaue Zahl der Todesfälle, die unmittelbar auf die große Hitze zurückzuführen sind, besteht Uneinigkeit. Die französische Regierung gab zuerst 3.000 Todesfälle an, dann 5.000. Die Berechnungen der Beerdigungsinstitute wiesen auf 10.400 Tote mehr hin, die vermutlich der Hitzewelle zuzuschreiben waren. Nach einer ersten Schätzung, die das Aufsichtsamt für Gesundheit dem Gesundheitsministerium vorlegte, hatte die Hitzewelle in der ersten Augusthälfte 11.435 Menschenleben gefordert. Eine am 25. September veröffentlichte Studie wies auf 14.802 Todesfälle zwischen dem 1. und 20. August hin, eine um 55 % erhöhte Sterblichkeit, was insgesamt 2 Monaten Verlust an Leben für die ganze französische Bevölkerung entspricht, wenn man die Zahl der Toten innerhalb eines Jahres betrachtet.
Mehrere Dutzend Menschen starben auch bei Waldbränden. Bis zum 12. August starben so mindestens 24 Menschen.

#### Portugal
Die Situation in Portugal war mit der in Frankreich vergleichbar: Durch die lange Hitzeperiode kamen zwischen Ende Juli und 12. August 1.316 Menschen ums Leben, von denen mehr als die Hälfte über 75 Jahre alt waren. Allerdings ist dank des rechtzeitigen Einsatzes von Notfallmaßnahmen die Zahl der Toten niedriger geblieben als 1981 mit damals 1.900 Toten. Die erhöhte Sterblichkeitsrate im Sommer ist im Jahre 2003 nach Angaben der Weltgesundheitsbehörde gegenüber 1981 stark zurückgegangen (9 % zum Zeitpunkt 10. September).

#### Schweiz
In der Schweiz wurden 975 Todesopfer dem Hitzesommer zugeschrieben.

#### Spanien
Es gab 141 Tote im ganzen Land. Temperaturrekorde gab es in Jerez mit 45,1 °C, Badajoz mit 45,0 °C, Huelva mit 43,4 °C, Girona mit 41,2 °C, Burgos mit 38,8 °C, San Sebastián mit 38,6 °C, Pontevedra mit 38,2 °C und Barcelona mit 37,3 °C. In anderen Städten des südlichen Spaniens wurden die Rekorde nicht übertroffen, obwohl die Temperaturen über 40 °C lagen wie zum Beispiel in Murcia mit 41,8 °C, Madrid mit 38 °C, Toledo mit 42,0 °C, Sevilla mit 45,2 °C und Córdoba mit 46,2 °C. In Córdoba wurde damit auch die höchste Temperatur während der Hitzewelle in Spanien erreicht.

### Finanzielle Schäden
Bei der Hitzewelle wird von einem volkswirtschaftlichen Schaden von rund 13 Milliarden US-Dollar ausgegangen. Der Versicherungsschaden liegt viel tiefer, weil Ernteausfälle und ähnliches nicht konkret diesem einen Ereignis zugeschrieben werden können und Folgen wie Wasser- und Stromknappheit selten Versicherungsfälle sind.

### Auswirkung auf das Ökosystem
Es gibt hier vielfältige Auswirkungen, die aber nicht nur von der einen Hitzewelle herrühren. Im Juli 2003 war die ökologische Situation in zahlreichen französischen Departements schon ungewöhnlich angespannt. Sie hatte ihre Ursache in einem ziemlich milden Winteranfang, gefolgt von einem heftigen Temperatursturz Anfang Januar und sehr niedrigen Temperaturen während des Frühlings, was schon erhebliche Frostschäden in manchen Gegenden verursacht hatte, wie Erfrierungen vieler Obstbäume und in Mittelfrankreich des Rapses. Über das normale Maß hinaus erhöhte Temperaturen und der Wassermangel in den meisten Departements hatten viele Ökosysteme geschwächt. So war der Grundwasserspiegel auf sein niedrigstes Niveau abgesunken und die Vegetation war schon Anfang August am Vertrocknen.

#### Wälder: Waldbrände und ökologischer Stress
Die Waldschäden lassen sich nach zwei Erscheinungsformen unterscheiden, Waldbrände sowie Insektenfraß und Stress durch Wassermangel.
Zum einen zerstörten die zahlreichen Brände viele Hektar Wald.
Schwere Waldbrände traten vor allem in Südfrankreich, in Spanien und in Portugal auf.
Speziell in Portugal hatten Waldbrände 40 % der Waldfläche verwüstet und 18 Menschen getötet. In Spanien waren 30.000 Hektar Wald verschwunden, 1300 davon im Nord-Osten, in Katalonien.
Der französische Wald, bereits 1999 durch Stürme angegriffen, wurde durch die Hitzewelle erneut geschädigt. In den meisten Regionen litten viele Bäume an Wurzeltrockenheit. Im Osten Frankreichs hatte die Hitzewelle die Invasion von Bohrkäfern in die Fichtenschonungen begünstigt. Sehr junge Pflanzen mit schwacher Bewurzelung konnten der Trockenheit bei abnormer Hitze nicht widerstehen. Jüngere Pflanzungen, vor 12 bis 15 Jahren angelegt, zeigten weniger Hitzeschäden als ältere Pflanzungen.
Auch dort, wo der Wintersturm Uschi Mitte November zu Windwurf führte, im Ostalpenraum, herrschten ideale Bedingungen für den Borkenkäfer. Dadurch erhöhten sich die Schadholzmengen in Österreich von 6 Mio. Festmeter durch direkten Windwurf um noch einmal 2 Mio. Festmeter durch Käferfraß (wobei letzteres größenordnungsmäßig auch alle folgenden Jahre anfiel, davor lagen – bis auf die 1990er – seit Mitte des 20. Jahrhunderts die Käferverluste bei 0,5 Mio. Festmeter). Die Schweiz verzeichnete mit ebenfalls 2 Mio. Festmeter Borkenkäferschaden einen Rekordwert (danach fiel die Verlustmenge schnell wieder ab).

#### Ackerbau und Landwirtschaft
Die französische landwirtschaftliche Produktion wurde durch die Hitzewelle beeinträchtigt, umso mehr, als der Hitzewelle ein Winter vorausging, der mit einem heftigen Temperatursturz viele Kulturen geschädigt hatte. Hinzu kam dann ein fast überall anomal trockener Frühling: Das Getreide wurde zu früh reif und die Erträge fielen ins Bodenlose.
Die Herbsternte (Maissilage, Sonnenblumenkerne, Soja, Maiskörner, Weine) fand etwa einen Monat zu früh statt. In mehreren Departements schloss Hagel die Hitzewelle ab. Es wurden etliche Kulturen, vor allem Wein und Mais, vernichtet. Anderswo konnte man sich auf eine Weinernte hervorragender Qualität freuen: Aufgrund der hohen Temperaturen war die Reife der Trauben beschleunigt worden. Insgesamt hat das Anbaujahr 2003 sehr konzentrierte, eher untypische Weine hervorgebracht.
Vollständig geschädigt wurden Futtermittel wie Heu, Silage oder Grünfutter, was in vielen Departements einen gravierenden Mangel an Viehfutter zur Folge hatte.
In unmittelbarer Auswirkung der Hitzewelle starben in nicht klimatisierten industriellen Geflügelfarmen mehrere Millionen Tiere.
Die ökonomische Auswirkung der Trockenheit und der Hitze wurde von der landwirtschaftlichen Vereinigung (Syndicat) als Verlust von vier Milliarden Euro des Bruttoumsatzes geschätzt. 59 französische Departements beantragten einen Ausgleich durch den Hilfsfonds für landwirtschaftliche Notfälle. Laut INRA könnten in manchen Gebieten die Verluste aufgrund der Hitze 50 % erreicht haben. Was einige Kulturen oder Futtermittel anbelangt, waren die am meisten betroffenen Gebiete das Zentralmassiv, der Südwesten und der Osten Frankreichs.
In der Schweiz wurden laut Agroscope Ertragseinbussen von durchschnittlich 20 Prozent, in manchen Regionen bis zu 50 Prozent erreicht.

### Sonstige Folgen

#### Wasserbilanz
Die Donau erreichte ihren tiefsten Pegelstand seit über einem Jahrhundert, sodass z. B. im ostserbischen Prahovo Wracks von Schiffen, die im Zweiten Weltkrieg versenkt worden waren, sichtbar wurden.
Die Wassertemperatur der Aare erreichte mit 23,48 °C einen neuen Temperaturrekord, welcher während der Dürre und Hitze in Europa 2018 gebrochen wurde. Mancherorts kam es zu dramatischen Fischsterben. Im Hochrhein sind zwischen Bodensee-Untersee und Eglisau 52.000 Äschen auf Grund der hohen Wassertemperaturen verendet.
Das Mittelmeer erreichte am 23. August 2003 mit einer medianen Oberflächentemperatur von 28,25 °C einen neuen Tageshöchstwert.

#### Stromwirtschaft
In Frankreich wandte die staatliche Stromgesellschaft (EDF) sich schon Anfang Juli – zum ersten Mal in einem Sommer – mit dem Hinweis an die Großabnehmer, sich auf eine Verringerung des Stromverbrauchs einzustellen. Sie übernahm die entstandenen Verluste und leistete Schadensersatz für die Produktionsausfälle.
Die Nationale Gesellschaft für Elektrizität und Wärme (SNET) musste wegen der abgesenkten Produktion der Wasser- und Kernkraftwerke wie im tiefsten Winter ihre vier Kohlekraftwerke wieder hochfahren. Um mit der aufgetretenen Energieknappheit fertigzuwerden, die von einem zusätzlichen Verbrauch von 6 bis 10 Prozent durch die Bevölkerung herrührte, wurden einigen Elektrizitätswerken Ausnahmegenehmigungen erteilt, damit sie Kühlwasser ein Grad über der maximal zulässigen Temperatur ausleiten konnten, während die Flüsse schon vor der Einleitung um fünf Grad wärmer waren als im Mittel der letzten 25 Jahre. In Deutschland wurde auf Grund der Windstille die Produktion durch Windenergie beeinträchtigt und ähnliche Ausnahmegenehmigungen wurden erteilt.
Auch das unterirdische Verteilungssystem der Elektrizitätsgesellschaft EDF war durch die erhöhten Temperaturen mitgenommen. Das Unternehmen schätzte im Oktober die finanzielle Mehrbelastung durch die Hitzewelle auf drei Milliarden Euro, denn die Folgen waren immer noch spürbar, vor allem auch wegen der stark geschrumpften Wasserreserven in den Stauseen.
In vielen Ländern mussten flusswassergekühlte Wärmekraftwerke, insbesondere Kernkraftwerke mit ihrem vergleichsweise großen spezifischen Wasserverbrauch, vorläufig die Produktion drosseln oder ganz einstellen. Kaum betroffen waren hingegen Kraftwerke ohne Durchlaufkühlung wie Braunkohlekraftwerke mit Grubenwasserkühlung oder bestimmte Gaskraftwerke. Dänemark, größtenteils von Meer umgeben, profitierte vom Wassermangel Norwegens, Schwedens und Mitteleuropas. Es erreichte eine Rekordausfuhr an Elektrizität, die vor allem durch Kohlekraftwerke erzeugt wurde, weil die Seen wegen der schwachen Niederschläge auf ein niedriges Niveau abgesunken waren.

#### Infrastruktur und Gebäude
In vielen französischen Departements traten als Folge von Rissbildungen in den Böden bei Gebäuden Sprünge auf. Für das Jahr 2004 sollten diesbezüglich die Bauvorschriften geändert werden.
Die Nutzung von Schiffswegen wurde eingeschränkt (Schließung von Kanälen für den Schiffsverkehr).